# This Iz the Japanese Kabuki Rock
Albums de Miyavi
Miyaviuta ~Dokusou~
(2006) What's My Name? (album)
(2010)
Singles
This Iz the Japanese Kabuki Rock est le 6e album de Miyavi, sorti sous le label PS Company et Universal Records le 19 mars 2008 au Japon. Il arrive 25e à l'Oricon et reste classé 5 semaines.

## Liste des titres
Toutes les paroles sont écrites par Miyavi.
| 1.  | Jpn Pride                                                                            | 5:13 |
| 2.  | 21st Century Tokyo Blues (21st Century 東京 Blues)                                   | 4:16 |
| 3.  | Kabuki Danshi -Kavki Boiz- (歌舞伎男子 -KAVKI BOIZ-)                                 | 4:10 |
| 4.  | Boom-Hah-Boom-Hah-Hah                                                                | 4:18 |
| 5.  | Memories of Bushido (Instrumental)                                                   | 1:06 |
| 6.  | Nowheregod                                                                           | 7:06 |
| 7.  | Hi no Hikari Sae Todokanai Kono Basho de feat. SUGIZO (陽の光さえ届かないこの場所で) | 5:29 |
| 8.  | Sakihokoru Hana no You ni -Neo Visualizm- (咲き誇る華の様に -Neo Visualizm-)         | 4:35 |
| 9.  | Subarashikikana, Kono Sekai -What A Wonderful World- (素晴らしきかな、この世界)      | 4:10 |
| 10. | Tsurezure Naru Hibi Naredo (徒然なる日々なれど)                                      | 4:32 |
| 11. | Thanx Givin' Day                                                                     | 2:56 |

| 1. | Hi no Hikari Sae Todokanai Kono Basho de -Guitar Battle Mixx- feat. SUGIZO (PV) (「陽の光さえ届かないこの場所で feat.SUGIZO -Guitar Battle Mixx」) |  |
| 2. | This Iz the Torippanashi Tosatsu Video (アルバム・レコーディング風景)                                                                              |  |
| 3. | Hi no Hikari Sae Todokanai Kono Basho de feat. SUGIZO (making of) (PV「陽の光さえ届かないこの場所で feat.SUGIZO」メイキング)                       |  |